# Fredrik Svanbäck
Fredrik Svanbäck (*Jakobstad, Finlandia Occidental, Finlandia, 5 de diciembre de 1979) es un futbolista finlandés de volante y su primer equipo fue FF Jaro.

## Clubes
| Club            | País      | Año       |
| --------------- | --------- | --------- |
| FF Jaro         | Finlandia | 1997-2004 |
| Helsingborgs IF | Suecia    | 2005-2008 |
| FF Jaro         | Finlandia | 2008      |
| Helsingborgs IF | Suecia    | 2008-2009 |
| Landskrona BoIS | Suecia    | 2010-     |